# انسان‌سازی

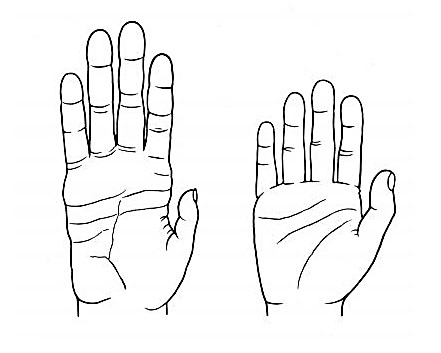
دو دست نماد رشد و انسان‌سازی

انسان‌سازی (به انگلیسی: Hominization) که انسان‌زایی (anthropogenesis) نیز نامیده می‌شود، به فرایند انسان شدن اشاره دارد و در زمینه‌های تا حدودی متفاوتی در موضوع‌هایدیرینه‌شناسی و دیرین‌مردم‌شناسی، باستان‌شناسی، فلسفه و الهیات استفاده می‌شود.